# Mistrovství Evropy v atletice 2002

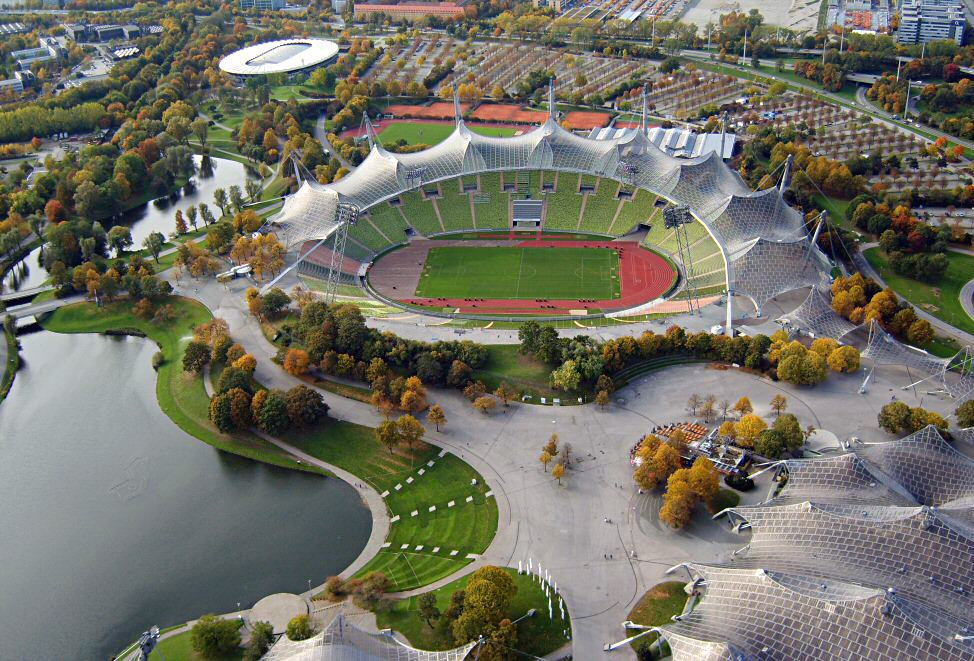
Olympijský stadion v Mnichově

18. mistrovství Evropy v atletice se uskutečnilo v německém Mnichově od 6. srpna do 11. srpna 2002. Atletické disciplíny probíhaly na olympijském stadionu a jeho okolí.
Běh na 100 metrů mužů původně vyhrál Brit Dwain Chambers časem 9,96 s. Později však byl kvůli dopingu diskvalifikován. O zlaté medaile ze štafety na 4 × 100 metrů přišly díky Chambersovi také Christian Malcolm, Darren Campbell a Marlon Devonish.

## Česká účast
Českou republiku na tomto šampionátu reprezentovalo 40 českých atletů (24 mužů a 16 žen).

## Medailisté

### Muži
| Soutěž            | Zlato                                                                               | Stříbro                                                                       | Bronz                                                                       |
| ----------------- | ----------------------------------------------------------------------------------- | ----------------------------------------------------------------------------- | --------------------------------------------------------------------------- |
| 100 m             | Francis Obikwelu 10,06                                                              | Darren Campbell 10,15                                                         | Roland Németh 10,27                                                         |
| 200 m             | Konstantinos Kenteris 19,85                                                         | Francis Obikwelu 20,21                                                        | Marlon Devonish 20,24                                                       |
| 400 m             | Ingo Schultz 45,14                                                                  | David Canal 45,24                                                             | Daniel Caines 45,28                                                         |
| 800 m             | Wilson Kipketer 1:47,25                                                             | André Bucher 1:47,43                                                          | Nils Schumann 1:47,60                                                       |
| 1500 m            | Mehdi Baala 3:45,25                                                                 | Reyes Estévez 3:45,25                                                         | Rui Silva 3:45,43                                                           |
| 5000 m            | Alberto García 13:38,18                                                             | Ismaïl Sghyr 13:39,81                                                         | Serhij Lebiď 13:40,00                                                       |
| 10 000 m          | José Manuel Martínez 27:47,65                                                       | Dieter Baumann 27:47,87                                                       | José Ríos 27:48,29                                                          |
| Maraton           | Janne Holmén 2.12:14                                                                | Pavel Loskutov 2.13:18                                                        | Julio Rey 2.13:21                                                           |
| 110 m překážek    | Colin Jackson 13,11                                                                 | Staņislavs Olijars 13,22                                                      | Artur Kohutek 13,32                                                         |
| 400 m překážek    | Stéphane Diagana 47,58                                                              | Jiří Mužík 48,43                                                              | Paweł Januszewski 48,46                                                     |
| 3000 m překážek   | Antonio Jiménez 8:24,34                                                             | Simon Vroemen 8:24,45                                                         | Luis Miguel Martín 8:24,72                                                  |
| Štafeta 4 × 100 m | Ukrajina 38,53 Konstantin Vasjukov Konstantin Rurak Anatolij Dovgal Alexandr Kajdaš | Polsko 38,71 Ryszard Pilarczyk Łukasz Chyła Marcin Nowak Marcin Urbaś         | Německo 38,88 Ronny Ostwald Marc Blume Alexander Kosenkow Christian Schacht |
| Štafeta 4 × 400 m | Spojené království 3:01,25 Jared Deacon Matthew Elias Jamie Baulch Daniel Caines    | Rusko 3:01,34 Oleg Mišukov Andrej Semjonov Ruslan Maščenko Jurij Borzakovskij | Francie 3:02,76 Leslie Djhone Ahmed Douhou Naman Keïta Ibrahima Wade        |
| Chůze na 20 km    | Francisco Fernández 1.18:37                                                         | Vladimir Andrejev 1.19:56                                                     | Juan Manuel Molina 1.20:36                                                  |
| Chůze na 50 km    | Robert Korzeniowski 3.36:39                                                         | Alexej Vojevodin 3.40:16                                                      | Jesus Angel Garcia 3.44:33                                                  |
| Skok do výšky     | Jaroslav Rybakov 2,31 m                                                             | Stefan Holm 2,29 m                                                            | Staffan Strand 2,27 m                                                       |
| Skok o tyči       | Alexandr Averbuch 5,85 m                                                            | Lars Börgeling 5,80 m                                                         | Tim Lobinger 5,80 m                                                         |
| Skok daleký       | Oleksij Lukaševyč 8,08 m                                                            | Siniša Ergotič 8,00 m                                                         | Yago Lamela 7,99 m                                                          |
| Trojskok          | Christian Olsson 17,53 m                                                            | Charles Friedek 17,33 m                                                       | Jonathan Edwards 17,32 m                                                    |
| Vrh koulí         | Jurij Bilonoh 21,37 m                                                               | Joachim Olsen 21,16 m                                                         | Ralf Bartels 20,58 m                                                        |
| Hod diskem        | Róbert Fazekas 68,83 m                                                              | Virgilijus Alekna 66,62 m                                                     | Michael Möllenbeck 66,37 m                                                  |
| Hod kladivem      | Adrián Annus 81,17 m                                                                | Vladislav Piskunov 80,39 m                                                    | Alex Papadimitriou 80,21 m                                                  |
| Hod oštěpem       | Steve Backley 88,54 m                                                               | Sergej Makarov 88,05 m                                                        | Boris Henry 85,33 m                                                         |
| Desetiboj         | Roman Šebrle 8 800 bodů                                                             | Erki Nool 8 438 bodů                                                          | Lev Lobodin 8 390 bodů                                                      |

### Ženy
| Soutěž            | Zlato                                                                                 | Stříbro                                                                                  | Bronz                                                                                        |
| ----------------- | ------------------------------------------------------------------------------------- | ---------------------------------------------------------------------------------------- | -------------------------------------------------------------------------------------------- |
| 100 m             | Ekaterini Thanouová 11,10                                                             | Kim Gevaertová 11,22                                                                     | Manuela Levoratová 11,23                                                                     |
| 200 m             | Muriel Hurtisová 22,43                                                                | Kim Gevaertová 22,53                                                                     | Manuela Levoratová 22,75                                                                     |
| 400 m             | Olesja Zykinová 50,45                                                                 | Grit Breuerová 50,70                                                                     | Lee McConnellová 51,02                                                                       |
| 800 m             | Jolanda Čeplaková 1:57,65                                                             | Mayte Martínezová 1:58,86                                                                | Kelly Holmesová 1:59,83                                                                      |
| 1500 m            | Süreyya Ayhanová 3:58,79                                                              | Gabriela Szabóová 3:58,81                                                                | Taťjana Tomašovová 4:01,28                                                                   |
| 5000 m            | Marta Domínguezová 15:14,76                                                           | Sonia O'Sullivanová 15:14,85                                                             | Jelena Zadorožná 15:15,12                                                                    |
| 10 000 m          | Paula Radcliffová 30:01,09                                                            | Sonia O'Sullivanová 30:47,59                                                             | Ljudmila Biktaševová 31:04,00                                                                |
| Maraton           | Maria Guidaová 2.26:05                                                                | Luminita Zaitucová 2.26:58                                                               | Sonja Oberemová 2.28:45                                                                      |
| 100 m překážek    | Glory Alozieová 12,73                                                                 | Olena Krasovská 12,88                                                                    | Jana Kasovová 12,91                                                                          |
| 400 m překážek    | Ionela Tirleaová 54,95                                                                | Heike Meißnerová 55,89                                                                   | Anna Olichwierczuková 56,18                                                                  |
| Štafeta 4 × 100 m | Francie 42,46 Delphine Combeová Muriel Hurtisová Sylviane Félixová Odiah Sidibéová    | Německo 42,54 Melanie Paschkeová Gabi Rockmeierová Sina Schielkeová Marion Wagnerová     | Rusko 43,11 Natalja Ignatovová Julija Tabakovová Irina Chabarovová Larisa Kruglovová         |
| Štafeta 4 × 400 m | Německo 3:25,10 Florence Ekpo-Umoh Birgit Rockmeierová Claudia Marxová Grit Breuerová | Rusko 3:25,59 Natalja Anťuchová Natalja Nazarovová Anastasija Kapačinská Olesja Zykinová | Polsko 3:26,15 Zuzanna Radecká Grażyna Prokopeková Małgorzata Pskitová Anna Olichwierczuková |
| Chůze na 20 km    | Olimpiada Ivanovová 1.26:42                                                           | Jelena Nikolajevová 1.28:20                                                              | Erica Alfridiová 1.28:33                                                                     |
| Skok do výšky     | Kajsa Bergqvistová 1,98 m                                                             | Marina Kupcovová 1,92 m                                                                  | Olga Kaliturinová 1,89 m                                                                     |
| Skok o tyči       | Světlana Feofanovová 4,60 m                                                           | Jelena Isinbajevová 4,55 m                                                               | Yvonne Buschbaumová 4,50 m                                                                   |
| Skok daleký       | Taťjana Kotovová 6,85 m                                                               | Jade Johnsonová 6,73 m                                                                   | Tünde Vaszi 6,73 m                                                                           |
| Trojskok          | Ashia Hansenová 15,00 m                                                               | Heli Koivulaová 14,83 m                                                                  | Jelena Olejnikovová 14,54 m                                                                  |
| Vrh koulí         | Irina Koržaněnková 20,64 m                                                            | Vita Pavlyšová 20,02 m                                                                   | Světlana Kriveljovová 19,56 m                                                                |
| Hod diskem        | Ekaterini Voggoliová 64,31 m                                                          | Natalja Sadovová 64,12 m                                                                 | Anastasia Kelesidouová 63,92 m                                                               |
| Hod kladivem      | Olga Kuzenkovová 72,94 m                                                              | Kamila Skolimowska 72,46 m                                                               | Manuela Montebrunová 72,04 m                                                                 |
| Hod oštěpem       | Mirela Manjaniová 67,47 m                                                             | Steffi Neriusová 64,09 m                                                                 | Mikaela Ingbergová 63,50 m                                                                   |
| Sedmiboj          | Carolina Klüftová 6 542 bodů                                                          | Sabine Braunová 6 434 bodů                                                               | Natalja Sazanovičová 6 341 bodů                                                              |

## Medailové pořadí
| Umístění | Stát               | Zlato | Stříbro | Bronz | Celkem |
| -------- | ------------------ | ----- | ------- | ----- | ------ |
| 1.       | Rusko              | 7     | 9       | 8     | 24     |
| 2.       | Španělsko          | 6     | 3       | 6     | 15     |
| 3.       | Spojené království | 5     | 2       | 5     | 12     |
| 4.       | Francie            | 4     | 1       | 2     | 7      |
| 5.       | Řecko              | 4     | 0       | 2     | 6      |
| 6.       | Švédsko            | 3     | 1       | 1     | 5      |
| 7.       | Německo            | 2     | 9       | 8     | 19     |
| 8.       | Ukrajina           | 3     | 3       | 2     | 8      |
| 9.       | Maďarsko           | 2     | 0       | 2     | 4      |
| 10.      | Polsko             | 1     | 2       | 4     | 7      |
| 11.      | Finsko             | 1     | 1       | 1     | 3      |
| 11.      | Portugalsko        | 1     | 1       | 1     | 3      |
| 13.      | Česko              | 1     | 1       | 0     | 2      |
| 13.      | Dánsko             | 1     | 1       | 0     | 2      |
| 13.      | Rumunsko           | 1     | 1       | 0     | 2      |
| 16.      | Itálie             | 1     | 0       | 3     | 4      |
| 17.      | Izrael             | 1     | 0       | 0     | 1      |
| 17.      | Slovinsko          | 1     | 0       | 0     | 1      |
| 17.      | Turecko            | 1     | 0       | 0     | 1      |
| 20.      | Belgie             | 0     | 2       | 0     | 2      |
| 20.      | Estonsko           | 0     | 2       | 0     | 2      |
| 20.      | Irsko              | 0     | 2       | 0     | 2      |
| 23.      | Chorvatsko         | 0     | 1       | 0     | 1      |
| 23.      | Litva              | 0     | 1       | 0     | 1      |
| 23.      | Lotyšsko           | 0     | 1       | 0     | 1      |
| 23.      | Nizozemsko         | 0     | 1       | 0     | 1      |
| 23.      | Švýcarsko          | 0     | 1       | 0     | 1      |
| 28.      | Bělorusko          | 0     | 0       | 1     | 1      |
| 28.      | Bulharsko          | 0     | 0       | 1     | 1      |